# ユニバーサルホーム
株式会社ユニバーサルホーム（Universal Home Inc.）は、木造住宅販売のフランチャイズを行う企業。

## 沿革
- 1995年（平成7年）5月 - 設立。
- 1996年（平成8年）5月 - 加盟店100店を達成。
- 1996年（平成8年）8月 - 上棟棟数・累計1,000棟達成
- 1997年（平成9年）1月 - 「日経ベンチャー」誌「ベンチャーオブザイヤー（未公開企業部門）」受賞
- 1999年（平成11年）8月 - 上棟棟数・累計10,000棟達成
- 1999年（平成11年）9月 - ジャスダック上場。
- 2001年（平成13年）2月 - 上棟棟数・累計15,000棟を達成
- 2002年（平成14年）2月 - 「地熱床システム」リリース
- 2003年（平成15年）1月 - 上棟棟数・累計20,000棟を達成
- 2004年（平成16年）11月 - 「地熱床暖房（＝1階全面床暖房）」をリリース
- 2008年（平成20年）1月 - 上棟棟数・累計30,000棟を達成
- 2009年（平成21年）3月 - マネジメント・バイアウト（MBO）により、上場廃止。
- 2012年（平成24年）10月 - 地震・津波に強い基礎『地熱床システム』が2012年度グッドデザイン賞を受賞
- 2013年（平成25年）10月 - ネット・ゼロ住宅の普及を促進した環境配慮型住宅『ソラ・イロ+』が2013年度グッドデザイン賞を受賞
- 2014年（平成26年）7月 - 災害から子どもたちを守る基礎『地熱床システム』がキッズデザイン賞を受賞
- 2014年（平成26年）10月 - 子育てと収納提案住宅『Kiduki（きづき）』が2014年度グッドデザイン賞を受賞
- 2015年（平成27年）3月 - 太陽光の家『SOLA・IRO（ソラ・イロ）』が、ハウス・オブ・ザ・イヤー・イン・エナジー2014を受賞
- 2015年（平成27年）4月 - 上棟棟数・累計40,000棟達成
- 2016年（平成28年）12月 -株式会社飯田産業により子会社化
- 2021年（令和3年）6月 - アウトドアブランドDODとのコラボハウス「キャンパーの住みか」全国リリース
- 2022年（令和4年）9月 - 上棟棟数・累計50,000棟を達成

## 提供番組
- 朝だ!生です旅サラダ（2005年 - 2007年）
- にじいろジーン
- サタデープラス

## CM・WEBキャラクター
- 桜田ひより（2023年4月 - )
- シソンヌ（2021年4月 - 2023年3月 ）
- モモウメ（2020年10月 - 2021年3月）
- 田村淳（2020年4月 - 9月）
- 前園真聖（2019年1月 -2020年3月）
- 藤本美貴（2018年9月 - 11月）
- 谷原章介
- 南こうせつ